# Campionati mondiali di sci nordico 1938
I Campionati mondiali di sci nordico 1938, quindicesima edizione della manifestazione, si svolsero dal 25 al 28 febbraio a Lahti, in Finlandia. Vennero assegnati cinque titoli.

## Risultati

### Combinata nordica
| Posizione | Atleta           | Nazione   | Punti  |
| --------- | ---------------- | --------- | ------ |
| 1         | Olaf Hoffsbakken | Norvegia  | 432,60 |
| 2         | John Westbergh   | Svezia    | 412,80 |
| 3         | Hans Vinjarengen | Norvegia  | 411,20 |
| 4         | Harald Hedjerson | Svezia    | 409,55 |
| 5         | Pekka Vesalainen | Finlandia | 408,13 |
| 6         | Olav Odden       | Norvegia  | 408,00 |

24 febbraio

Trampolino: Salpausselkä NH

Fondo: 18 km

### Salto con gli sci
| Posizione | Atleta             | Nazione  | Punti |
| --------- | ------------------ | -------- | ----- |
| 1         | Asbjørn Ruud       | Norvegia | 226,4 |
| 2         | Stanisław Marusarz | Polonia  | 226,1 |
| 3         | Hilmar Myhra       | Norvegia | 225,0 |
| 4         | Sepp Bradl         | Austria  | 221,4 |
| 5         | Reidar Andersen    | Norvegia | 220,3 |
| 6         | Arnholdt Kongsgård | Norvegia | 218,9 |

27 febbraio

Trampolino: Salpausselkä NH

### Sci di fondo

#### 18 km
| Posizione | Atleta           | Nazione   | Tempo   |
| --------- | ---------------- | --------- | ------- |
| 1         | Pauli Pitkänen   | Finlandia | 1:09:37 |
| 2         | Alfred Dahlqvist | Svezia    | 1:10:02 |
| 3         | Kalle Jalkanen   | Finlandia | 1:10:56 |
| 4         | Martin Matsbo    | Svezia    | 1:11:03 |
| 5         | Martti Lauronen  | Finlandia | 1:11:19 |
| 6         | Jussi Kurikkala  | Finlandia | 1:11:26 |

25 febbraio

#### 50 km
| Posizione | Atleta           | Nazione   | Tempo   |
| --------- | ---------------- | --------- | ------- |
| 1         | Kalle Jalkanen   | Finlandia | 4:06:09 |
| 2         | Alvar Rantalahti | Finlandia | 4:10:44 |
| 3         | Lars Bergendahl  | Norvegia  | 4:10:54 |
| 4         | Pekka Niemi      | Finlandia | 4:14:08 |
| 5         | Klaes Karppinen  | Finlandia | 4:14:14 |
| 6         | Toivo Tiainen    | Finlandia | 4:16:43 |

27 febbraio

#### Staffetta 4x10 km
| Posizione | Nazione   | Atleti                                                         | Tempo   |
| --------- | --------- | -------------------------------------------------------------- | ------- |
| 1         | Finlandia | Jussi Kurikkala Martti Lauronen Pauli Pitkänen Klaes Karppinen | 2:38:42 |
| 2         | Norvegia  | Ragnar Ringstad Olav Økern Arne Larsen Lars Bergendahl         | 2:42:30 |
| 3         | Svezia    | Sven Hansson Donald Johansson Sigurd Nilsson Martin Matsbo     | 2:43:05 |
| 4         | Svizzera  | Adolf Freiburghaus Adi Gamma Ernst Anderegg Eric Soguel        | 2:49:21 |
| 5         | Germania  | Ernst Haberle Christl Merz Willy Bogner Herbert Leupold        | 2:53:04 |
| 6         | Italia    | Giulio Gerardi Goffredo Baur Alberto Jammaron Vincenzo Demez   | 2:53:09 |

18 febbraio

## Medagliere per nazioni
| Posizione | Nazione   | Oro | Argento | Bronzo | Totale |
| --------- | --------- | --- | ------- | ------ | ------ |
| 1         | Finlandia | 3   | 1       | 1      | 5      |
| 2         | Norvegia  | 2   | 1       | 3      | 6      |
| 3         | Svezia    | 0   | 2       | 1      | 3      |
| 4         | Polonia   | 0   | 1       | 0      | 1      |